# Episodi di Blue Heelers - Poliziotti con il cuore (prima stagione)
La prima stagione della serie televisiva Blue Heelers - Poliziotti con il cuore è stata trasmessa in anteprima in Australia da Seven Network tra il 18 gennaio 1994 e il 22 novembre 1994.
| nº | Titolo originale                             | Titolo italiano | Prima TV Australia | Prima TV Italia |
| -- | -------------------------------------------- | --------------- | ------------------ | --------------- |
| 1  | A Woman's Place                              |                 | 18 gennaio 1994    |                 |
| 2  | Doing It Tough                               |                 | 25 gennaio 1994    |                 |
| 3  | Why Give People Rights? They Only Abuse Them |                 | 1º febbraio 1994   |                 |
| 4  | Wives                                        |                 | 8 febbraio 1994    |                 |
| 5  | Waiting for Apples                           |                 | 15 febbraio 1994   |                 |
| 6  | Apprehended Violence                         |                 | 22 febbraio 1994   |                 |
| 7  | Life After Death                             |                 | 1º marzo 1994      |                 |
| 8  | Domino Effect                                |                 | 8 marzo 1994       |                 |
| 9  | Diary Entry                                  |                 | 15 marzo 1994      |                 |
| 10 | Visions Splendid                             |                 | 22 marzo 1994      |                 |
| 11 | Abandoned                                    |                 | 29 marzo 1994      |                 |
| 12 | Damaged Goods                                |                 | 5 aprile 1994      |                 |
| 13 | Armed and Dangerous                          |                 | 12 aprile 1994     |                 |
| 14 | Reunion                                      |                 | 19 aprile 1994     |                 |
| 15 | Family Lies                                  |                 | 26 aprile 1994     |                 |
| 16 | Theft                                        |                 | 3 maggio 1994      |                 |
| 17 | Meat Is Hung, Men Are Hanged                 |                 | 10 maggio 1994     |                 |
| 18 | Conduct Unbecoming                           |                 | 17 maggio 1994     |                 |
| 19 | Good Cop, Bad Cop                            |                 | 24 maggio 1994     |                 |
| 20 | The Final Season                             |                 | 31 maggio 1994     |                 |
| 21 | Payback                                      |                 | 7 giugno 1994      |                 |
| 22 | Sex, Lies and Videotapes                     |                 | 14 giugno 1994     |                 |
| 23 | The Men in Her Life                          |                 | 21 giugno 1994     |                 |
| 24 | A Bird in the Hand                           |                 | 28 giugno 1994     |                 |
| 25 | Missing                                      |                 | 5 luglio 1994      |                 |
| 26 | Day in Court                                 |                 | 12 luglio 1994     |                 |
| 27 | Nowhere to Run                               |                 | 19 luglio 1994     |                 |
| 28 | Consequences                                 |                 | 26 luglio 1994     |                 |
| 29 | A Matter of Trust                            |                 | 2 agosto 1994      |                 |
| 30 | Necessary Force                              |                 | 9 agosto 1994      |                 |
| 31 | Bitter Harvest                               |                 | 16 agosto 1994     |                 |
| 32 | Crazy Like a Fox                             |                 | 23 agosto 1994     |                 |
| 33 | Old Dogs, New Tricks                         |                 | 30 agosto 1994     |                 |
| 34 | Labour of Love                               |                 | 6 settembre 1994   |                 |
| 35 | Escape Route                                 |                 | 13 settembre 1994  |                 |
| 36 | Adverse Possession                           |                 | 20 settembre 1994  |                 |
| 37 | The Folly of Youth                           |                 | 27 settembre 1994  |                 |
| 38 | Face Value                                   |                 | 4 ottobre 1994     |                 |
| 39 | Suspicion                                    |                 | 11 ottobre 1994    |                 |
| 40 | Without Intent                               |                 | 18 ottobre 1994    |                 |
| 41 | Family Matters                               |                 | 25 ottobre 1994    |                 |
| 42 | The First Stone                              |                 | 1º novembre 1994   |                 |
| 43 | Skin Deep                                    |                 | 8 novembre 1994    |                 |
| 44 | Luck of the Draw                             |                 | 15 novembre 1994   |                 |
| 45 | Damage Control                               |                 | 22 novembre 1994   |                 |